# Hotel Mille

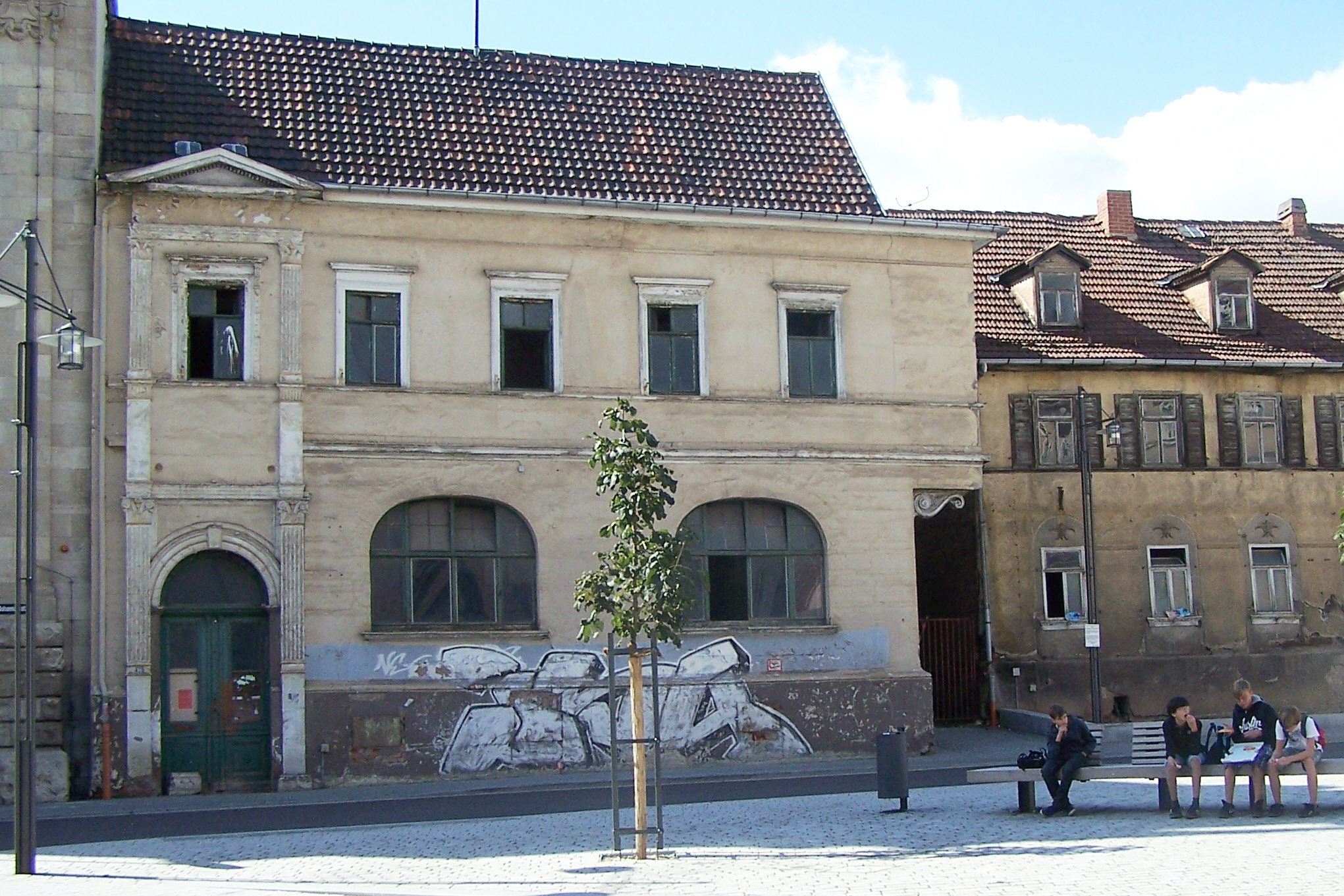
Das frühere „Hotel Mille“ 2011 vor der Sanierung

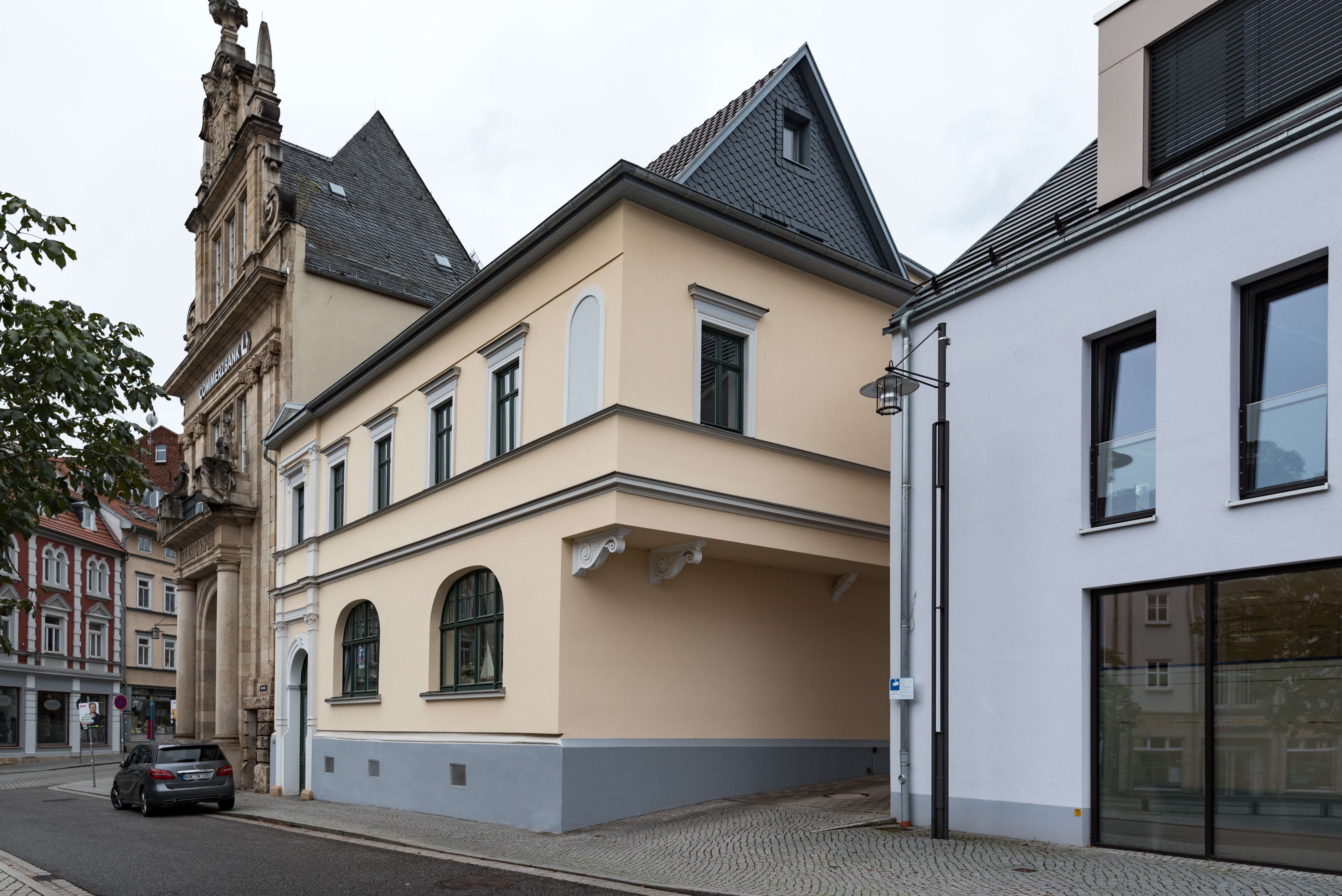
Das sanierte Haus im Jahr 2019

Das frühere Gasthaus und Hotel Mille ist ein Baudenkmal in Eisenach in Thüringen. Es befindet sich am Johannisplatz 16 im Eisenacher Stadtzentrum.

## Geschichte
Das Haus wurde 1860/61 errichtet und am 16. Dezember 1881 von Ferdinand Miller als Restaurant und Hotel eröffnet. Nach mehreren Besitzerwechseln gelangte das Hotel am 1. Oktober 1949 in den Besitz der Thüringischen Grundstücks- und Vermögensverwaltung GmbH, welche der Sozialistischen Einheitspartei Deutschlands gehörte. Diese baute das Gebäude 1950/51 zu einem Klubhaus des Kommunalwirtschaftsunternehmens (KWU) um. Ab 1955 diente es als Kulturhaus des Rates des Kreises Eisenach und ab Oktober 1955 des VEB Aufa (später FER). Ab Dezember 1958 fanden in dem Gebäude Eheschließungen statt, 1966 wurde ein Frauentreffpunkt eröffnet. Die Kegelbahn des Hotels wurde bis Anfang der 1990er Jahre genutzt. Seit den 1990er Jahren stand das Gebäude leer und verfiel.
Mitte 2013 wurden seitens der Stadt Sicherungsmaßnahmen beraten, um den Verfall des Gebäudes zu stoppen. Das Landesamt für Denkmalpflege stimmte im September 2013 einem Teilabriss der hinteren Teile des Gebäudes sowie des ebenfalls denkmalgeschützten Nachbargebäudes Johannisplatz 14 zu.
Im Herbst 2014 begann die Sicherung und Sanierung des Bauwerkes. Das Hinterhaus, das Dach sowie die vom Hausschwamm befallene Rückwand und die Zwischendecken wurden größtenteils entfernt und ersetzt; die Vorderseite und der Gewölbekeller blieben erhalten, den Forderungen des Denkmalschutzes entsprechend. Nach Abschluss der Sanierung dient das Gebäude als Geschäftssitz eines Softwareunternehmens. Neu gebaut wurden ein Anbau im Bereich des Hinterhauses und ein Wohn- und Geschäftshaus an Stelle des abgerissenen Nachbargebäudes Johannisplatz 14.